# Aphyssura tanni
Aphyssura tanni är en tvåvingeart som beskrevs av Norris 1999. Aphyssura tanni ingår i släktet Aphyssura och familjen spyflugor. Inga underarter finns listade i Catalogue of Life.